# ليه كامبل
ليه كامبل (بالإنجليزية: Les Campbell)‏ (26 يوليو 1935 بويغان في المملكة المتحدة - 10 نوفمبر 2019) هو لاعب كرة قدم بريطاني في مركز جناح ‏. لعب مع بريستون نورث إيند ونادي بلاكبول ونادي ترانمير روفرز لكرة القدم وويغان أتلتيك ونادي ألترينتشام.

## وصلات خارجية
- ليه كامبل على موقع قاعدة بيانات كرة القدم.إي يو (الإنجليزية)